# Archives départementales du Tarn
Les archives départementales du Tarn sont un service du conseil départemental du Tarn chargé de collecter les archives, de les classer, les conserver et les mettre à la disposition du public. Elles ont été créées sous la Révolution en 1796 et conservent des documents depuis le Moyen Âge (962) jusqu'à nos jours.

## Histoire
Les archives départementales du Tarn ont connu plusieurs locaux durant leur histoire notamment à la suite de décisions administratives mais aussi pour répondre à l’accroissement du fonds nécessitant des superficies supplémentaires. En effet, ces archives sont d'abord rassemblées au siège du district d'Albi puis par la suite au siège de l’administration départementale à Castres puis, en 1797, à Albi. La préfecture est installée au palais de la Berbie en 1800 et les archives seront, après plusieurs remaniements, installées sous les combles du bâtiment. 
En 1823, le conseil général du Tarn restitue le palais de la Berbie à l'église et décide d’acquérir l’hôtel de Carbonel pour y installer les services de la préfecture avec notamment une aile qui va être dédiée aux archives en 1832. Cependant, les locaux se révèlent rapidement étroits et vétustes mais surtout sont très vite saturés. Au milieu du XXe siècle, l'archiviste Pierre Bayaud conseille alors la construction de nouveaux locaux indépendants de la Préfecture. 
Par conséquent, lors d'une séance du conseil général en décembre 1946, la décision est prise de construire de nouveaux locaux pour les archives départementales du Tarn. Entre 1948 et 1950, est donc construit un bâtiment rue du général Giraud avec un déménagement prévu pour l'année 1950-1951. Cependant, le bâtiment est vite dépassé car ne prenant pas en compte les évolutions du monde des archives avec notamment l’accroissement constant des fonds mais surtout l’arrivée d’un public de plus en plus nombreux. Le bâtiment atteint très rapidement un seuil de saturation et à partir de la fin des années 1950 les archives départementales sont réparties sur plusieurs annexes : le bâtiment principal (rue du général Giraud), l'annexe de Pélissier (rue Gaston Bouteiller et évacuée par les Archives avant 1979), l'annexe de Jarlard (construite en 1975), l’ancien bâtiment administratif de la verrerie ouvrière d'Albi (quartier de La Madeleine) et enfin un local dans les sous-sols du conseil général du Tarn.
En 1984, les archives départementales du Tarn étant dans un dépôt saturé et ne pouvant pas offrir un accueil du public suffisant, le conseil général décide d'implanter de nouveaux locaux pour les archives sur un ancien terrain de la verrerie ouvrière d'Albi. C'est pourtant seulement en 1999 que les plans des nouvelles archives départementales du Tarn sont dessinés par les architectes Christian Guilhem et Michel Séry avec notamment des locaux de stockage mais surtout une salle de conférence et une salle d'exposition. La première pierre du nouveau bâtiment est posée en 2002 et le déménagement a lieu durant l'année 2004. Une partie des archives est alors encore stockée rue de général Giraud. Les nouveaux locaux ouvrent au public en janvier 2005. Les locaux actuels représentent alors environ 6 000 m2 pour le bâtiment principal dont environ 1000 m² ouverts au public pour une capacité d'environ 26 km linéaires d'archives. Les locaux possèdent également une salle d'exposition avec des expositions réalisées principalement à partir de documents tarnais par l'équipe de l'Action culturelle mais aussi des expositions prêtées ou louées auprès de différents partenaires des archives. Les archives départementales du Tarn disposent également d'un auditorium de 109 places qui est mis à disposition des associations partenaires pour des manifestations à but culturel avec notamment des cycles de conférences tout au long de l’année principalement organisées par l'association Albi Patrimoine et la Société des Sciences Arts et Belles Lettres du Tarn.
La particularité de ces archives est qu’elles ont depuis 1989 un service consacré aux archives sonores et audiovisuelles avec un fonds de près de 500 heures d’enregistrements sonores et 1 200 heures vidéos. Ces archives comportent des documents sur les collectivités territoriales avec les débats de l’assemblée départementale, des témoignages d’anciens mineurs de charbon du Tarn et d’anciens ouvriers du textile mais aussi des témoignages, autour de la langue et de la vigne dans le Gaillacois par exemple. On trouve également des témoignages autour des maquis de résistance durant la Seconde Guerre mondiale, des fonds radiophoniques de Radio Albigés (une radio locale) et des portraits d’intellectuels du domaine occitan.

## Missions et organisation

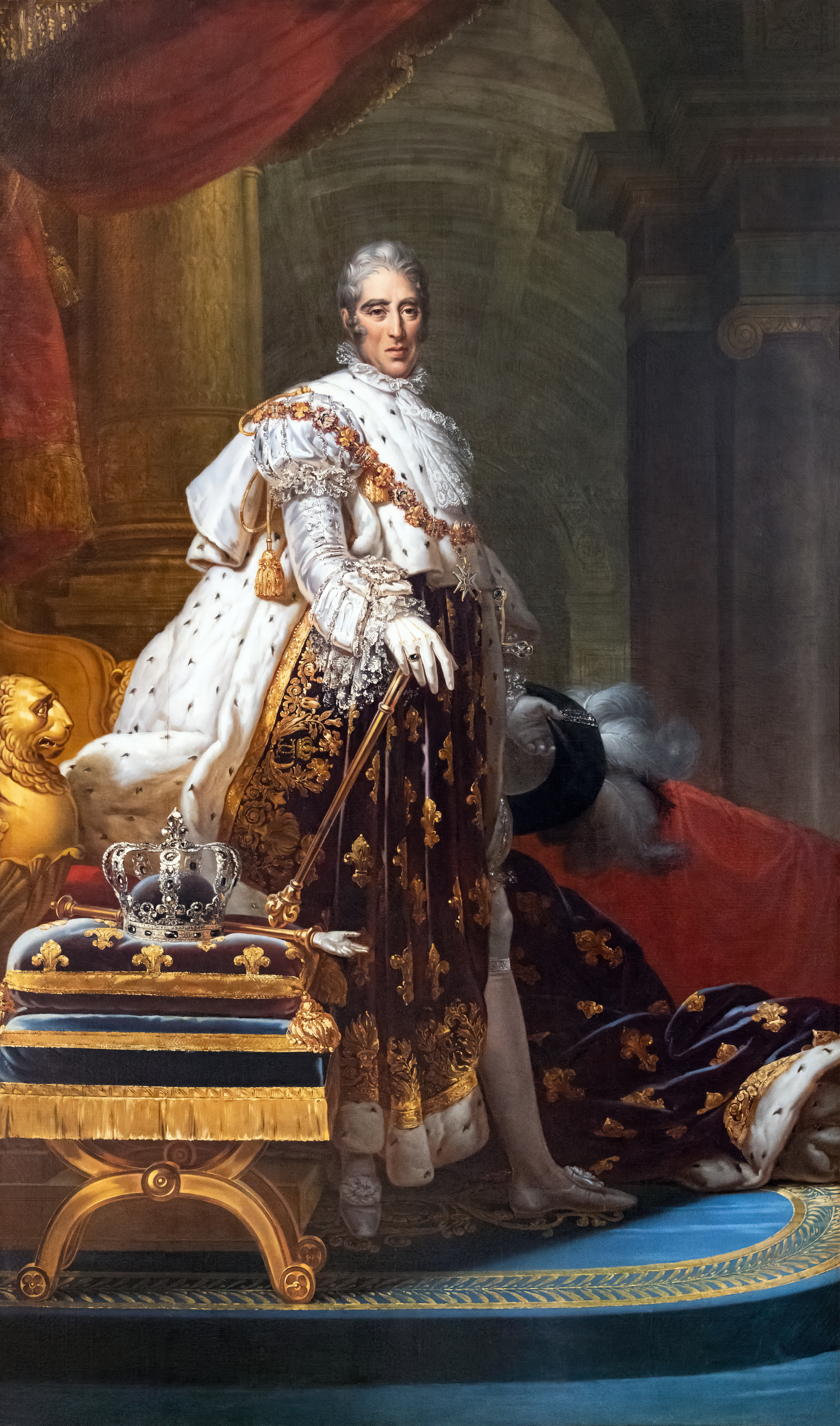
Portait de Charles X en costume de sacre - archives départementales du Tarn déposé au musée des Beaux-Arts de Gaillac.

Les archives départementales du Tarn ont une double vocation : administrative mais aussi culturelle. Ces archives ont 5 missions principales :
- Le contrôle : les archives exercent un contrôle scientifique et technique sur les archives publiques du département avec notamment un contrôle des conditions de conservation, la définition des délais de conservation et enfin l'autorisation des éliminations des archives publiques.
- La collecte : Les archives départementales collectent les archives publiques provenant des divers services de l'État, du conseil départemental du Tarn, des notaires mais aussi les archives de certaines communes. Les fonds sont également enrichis par différents dons, dépôts, legs ou autres achats d'archives privées.
- Le classement et la conservation : Après la collecte des documents, ces derniers sont triés et inventoriés. Les documents sont également conditionnés ou reconditionnés dans des matériaux adéquats  et conservées dans des locaux spéciaux répondant à des contraintes hydro-climatiques strictes pour transmettre au mieux le patrimoine. Certains documents, trop endommagés font également l'objet de restauration, de reliure ou encore de numérisation.
- La communication : Les documents des archives sont soumis à des règles de communicabilité fixées par le code du patrimoine. Les archives départementales du Tarn accueillent dans leurs locaux principalement des généalogistes, des chercheurs, des étudiants, des services administratifs et des associations mais aussi tous les citoyens à la recherche d'informations[8].
- La valorisation : Les archives départementales du Tarn se sont particulièrement consacrées à une véritable politique d'action culturelle. Cette dernière cherche principalement à valoriser les documents conservés dans son fonds mais également le travail scientifique du service. Les archives possèdent également un service éducatif chargé de faire découvrir à un public scolaire la découverte des archives. Une vingtaine de classes sont accueillies par an bénéficiant d'une visite commentée et d'une découverte des différentes missions réalisées au sein des archives[9].

## Directeurs
- 1830-1831 : François-Emmanuel Delon ;
- 1832-1852 : François Boussac ;
- 1852-1857 : Léon Bing ;
- 1858-1859 : Wilhelm Soehnée ;
- 1859-1889 : Claude-Émile Jolibois ;
- 1890-1927 : Charles Portal ;
- 1928-1932 : Henri Forestier ;
- 1932-1933 : Henry Chantreux ;
- 1934-1941 : Pierre Breillat ;
- 1946-1985 : Maurice Gresle-Bouignol ;
- 1985-1993 : Jean Le Pottier ;
- 1993-2000 : Annie Charnay ;
- 2000-2014 : Sylvie Desachy ;
- 2014-2020 : Jean Le Pottier ;
- Depuis 2020 : Éric Montat

## Pour approfondir